# براد جونسون (لاعب كرة قدم أسترالية)
براد جونسون (بالإنجليزية: Brad Johnson)‏ هو لاعب كرة قدم أسترالية أسترالي، ولد في 18 يوليو 1976 في Hoppers Crossing, Victoria ‏ في أستراليا.

## وصلات خارجية
- براد جونسون على موقع AustralianFootball.com (الإنجليزية)
- براد جونسون على موقع AFLtables.com (الإنجليزية)